# Димитър Станишев (Галичник)
Вижте пояснителната страница за други личности с името Димитър Станишев.
Димитър Минов Станишев е български предприемач от Македония, занимавал се активно с благотворителност.

## Биография
Димитър Станишев е роден на 9 март 1861 година в Галичник, тогава в Османската империя, в семейството на търговеца Мино Станишев (1834 – 1916). Получава основното си образование в Галичник, а след това учи при чичо си митрополит Партений Нишавски. През 1877 – 1878 година е в окупирания от сръбски войски Трън, където се противопоставя на опитите за сърбизация на местното население, поради което многократно е арестуван. През 1885 година взима участие в Сръбско-българската война с трета чета на софийското опълчение, като в Пирот е бил назначен за помощник полицмейстер. Работи дълги години като чиновник в Министерството на благоустройството.
През 1915 година, когато по време на Първата световна война Галичник е освободен от българската войска, той, със съгласието на цялото си семейство, дарява родната си триетажна къща на българската управа, с цел от доходите да се издържат бедните деца в Галичник и Галичка околия. Избран е за председател на Спомагателния комитет в София, който се грижи за прехраната на Галичка околия и през цялата война не се допуска нито една жертва от глад. В знак на благодарност през 1918 година общо околийско събрание от името на цялото население му изпраща благодарствен адрес.
Участва като делегат от Реканското македонско братство в обединителния конгрес на Македонската федеративна организация и Съюза на македонските емигрантски организации от януари 1923 година.
След като Галичник отново е отнет от България и населението му не може да се ползва от дарената къща, през 1931 година Димитър Станишев подарява триетажната си къща в София на Министерство на просветата и образува благотворителен фонд за деца бежанци от Македония и Западните покрайнини, заради което е награден с „Българска признателност за човеколюбие“, III степен, лично от цар Борис III. Избран е за почетен председател от Галичко–Реканското благотворително братство. През 1932 година дарява 15 000 лева за посмъртната каса на Илинденската организация, която подпомага бивши революционери, изпаднали в нищета. Съпругата му Луиза Станишева се занимава активно с благотворителност. Брат му Аврам Станишев е съдебен следовател.
Умира на 26 септември 1936 година и е погребан с почести от македонската емиграция.